# Rías Baixas (Weinbaugebiet)
Rías Baixas ist die Bezeichnung eines spanischen Weinbaugebiets in Galicien. Seit 1988 hat das Gebiet den Status einer D.O. (Denominación de origen).
Namensgeber des Gebiets sind die bis zu 100 Meter tiefen und 37 Kilometer langen Ria-Buchten an der Westküste Galiciens. In der Regionalsprache, dem Galego, bezeichnet man mit Rías Baixas einen Küstenabschnitt im Südwesten Galiciens.
Die atlantischen Winde sorgen für Niederschlagsmengen von bis zu 1.300 Millimeter pro Jahr. Dies ist etwa dreimal so viel wie in der Rioja. Die Jahresdurchschnittstemperatur liegt bei maximal 15 °C. Dies sind ideale Voraussetzungen für spritzige und frische Weißweine sowie leichte, duftige Rotweine.
Dominiert wird das mit 4.300 Hektar Rebfläche bestockte Gebiet von der weißen Rebsorte Albariño. Im Jahr 2022 wurden circa 160.000 Hektoliter Wein hergestellt. Exporte gehen hauptsächlich in die Vereinigten Staaten. Die modernen Albariñoweine können mit viel Genuss schon früh getrunken werden, haben aber auch eine gute Haltbarkeit von zwei bis vier Jahren. Die Weine sind sehr aromatisch und werden in ihrer Aromafülle gerne mit einem Wein aus der Rebsorte Viognier verglichen. Je nach Bodenbeschaffenheit und Ausbaustil reicht die Palette von Apfel-, Birne-, Aprikose- und Pfirsichnoten bis zu Zitrusfrüchten.
Unter zehn Euro pro Flasche kann man in Deutschland keinen guten Rias-Baixas-Wein erhalten. Die Preise liegen in der Regel bei 16 bis 20 Euro (Stand 2022).

## Bezeichnungen der Weine
- Rias Baixas: Mindestens 70 Prozent muss aus den Sorten Albariño, Treixadura, Loureira und Caiño Blanco sein.
- Rias Baixas Albariño: Der Wein muss zu 100 Prozent aus Albariño bestehen.
- Rias Baixas Condado de Tea: Alle Weine müssen aus der Subzone Condado de Tea kommen. Der Wein besteht zu mindestens 70 Prozent aus Albariño und Treixadura.
- Rias Baixas Rosal: Alle Weine müssen aus der Subzone O Rosal kommen. Der Wein besteht zu mindestens 70 Prozent aus Albariño und Loureira.
- Rias Baixas Ribera do Ulla: Alle Weine müssen aus der Subzone Ribera do Ulla kommen. Der Wein besteht zu mindestens 70 Prozent aus Albariño.
- Rias Baixas Salnés: Alle Weine müssen aus der Subzone Salnés kommen. Der Wein besteht zu mindestens 70 Prozent aus Albariño.
- Rias Baixas Barrica: Zusätzlich zu den D.O.-Bestimmungen erfolgte ein Ausbau von mindestens drei Monaten im Holzfass.

## Teilgebiete oder Subzonen von Rías Baixas
- Val do Salnés (1.487 ha Rebfläche) in Küstennähe nördlich der Stadt Pontevedra. Dies ist die wahre Heimat des Albariño.
- Condado de Tea (545 ha Rebfläche) in der Nähe der Grenze zu Portugal bei der Stadt Ponteareas. Das gebirgige Gebiet liegt nördlich der Region Minho.
- O Rosal (312 ha Rebfläche) in Küstennähe südlich der Stadt Vigo. Dies ist die wärmste Region des Rías Baixas. O Rosal ist von vielen terrassierten Lagen geprägt.
- Ribeira do Ulla (46 ha Rebfläche) südlich der Stadt Santiago de Compostela. Aus dieser Region kommen hauptsächlich Rotweine.
- Soutomaior (19 ha Rebfläche), am Fluss Verdugo gelegen. Ausschließlich mit Albariño bestockt.

## Rebsorten
- Weiß: Albariño, Loureiro Blanco (Auch Marqués genannt), Treixadura und Caíño Blanco. Außerdem sind die Sorten Torrontés und Godello zugelassen.
- Rot: Caíño Tinto, Espadeiro, Loureiro Tinto und Sousón. Genehmigt sind für die Rotweine auch die Sorten Mencia und Brancellao.